# Bengt Nyholm
Bengt Nyholm (Härnösand, 30 gennaio 1930 – Mantorp, 10 settembre 2015) è stato un calciatore svedese, di ruolo portiere.

## Carriera
Vinse il Guldbollen nel 1961.

## Palmarès

### Club

#### Competizioni nazionali
- Campionato svedese: 6

IFK Norrköping: 1952, 1956, 1957, 1960, 1962, 1963